# La Sanfelice
La Sanfelice (originale: La San Felice) è un romanzo storico di Alexandre Dumas (padre), composto durante un celebre soggiorno a Napoli dell'autore, giunto al seguito di Giuseppe Garibaldi. Pubblicato a puntate sul quotidiano parigino La Presse dal 15 dicembre 1863 al 3 marzo 1865 e quasi contemporaneamente (10 maggio 1864-28 ottobre 1865), su L'Indipendente (Napoli 1860), giornale che Dumas aveva fondato e diretto a Napoli. L'uscita in volume dell'opera risale agli stessi anni.
Il libro ebbe traduzioni in tedesco, inglese, polacco, ceco, spagnolo, ungherese, russo, romeno, portoghese e italiano.

## Il periodo storico
Il romanzo si svolge tra il 13 settembre 1798 e l'11 settembre 1800, in prevalenza a Napoli, ma anche a Palermo, Roma, Caserta, oltre che in vari luoghi del Regno di Napoli (Abruzzo, Calabria).
Sono descritti:
- l'arrivo a Napoli della flotta britannica, comandata da Horatio Nelson e vincitrice ad Abukir, e la festa con cui fu accolta;
- la violazione con questo atto dell'alleanza tra Regno di Napoli e Francia del direttorio;
- la reazione francese con dichiarazione di guerra e scontro in territorio di Roma tra le truppe borboniche e quelle francesi, e lo sbaragliamento dell'esercito borbonico;
- la fuga dell'intera corte di Napoli a Palermo (dicembre 1798) e lo scoppio della rivoluzione a Napoli;
- la proclamazione della repubblica a Napoli, sostenuta dalle classi elevate, ma osteggiata dal popolo (gennaio 1799);
- la spedizione del Cardinale Fabrizio Ruffo che, provenendo dalla Calabria, raduna un esercito popolare (detto Della Santa Fede) e risale verso Napoli, spalleggiato anche dai più feroci esponenti del brigantaggio, quali Fra' Diavolo e Mammone;
- la conquista di Napoli a cura dell'esercito sanfedista di Ruffo e le trattative per il ritorno dei Borbone;
- il ritorno di Ferdinando IV di Borbone e la sua violazione delle condizioni offerte da Ruffo ai repubblicani; (giugno 1799);
- la selvaggia repressione seguita al ritorno del Re di Napoli, protratta fino all'anno successivo, con la fine di Luisa Sanfelice.

Nella prefazione, l'autore dichiara di essersi informato in modo particolare dal testo dei ricordi di Giuseppe Gorani, oltre che agli scritti di Vincenzo Cuoco. Nel corso della narrazione l'autore cita lettere e documenti che avrebbe visionato nel suo soggiorno a Napoli dal 1860, allorché si trovò a soprintendere ai musei e ad altre istituzioni culturali della città.

## La vicenda romanzesca

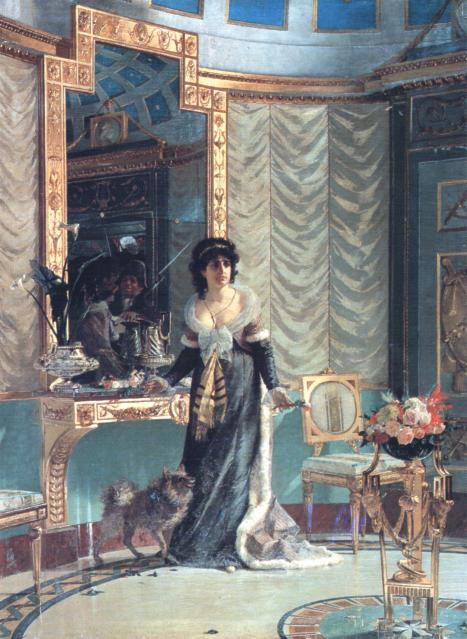
L'arresto di Luisa Sanfelice, dipinto di Modesto Faustini

Mentre tutta Napoli è intenta a festeggiare l'arrivo di Nelson, un gruppo di cospiratori è in attesa di un inviato dalle truppe francesi che occupano il Nord e il Centro dell'Italia. La regina, informata dalle sue spie, manda il proprio sicario Pasquale De Simone incontro al messaggero, ma questi ha già incontrato i patrioti e viene sorpreso e aggredito davanti alla casa del Cavaliere Sanfelice. Dopo aver opposto una resistenza micidiale, il giovane riceve soccorso nella casa per merito di Luisa Sanfelice e del suo fratello di latte Michele, detto 'o pazzo.
Il giovane si chiama Salvato Palmieri ed è italo-francese. Gli aggressori superstiti lo avevano ritenuto morto e il cavaliere Sanfelice non si trova in casa, quindi Palmieri può essere ben nascosto. Viene curato in gran segreto da una maga di origine albanese e dal dottor Domenico Cirillo, ardente patriota. Con il tempo e la ripresa, nasce un amore tra Salvato e Luisa, la quale, pur essendo legatissima al marito, lo ama soprattutto come un padre, considerando che egli è molto più anziano e l'ha praticamente allevata (su richiesta del vero padre, defunto da molti anni).
Una volta ristabilito, Salvato deve raggiungere l'esercito francese e Luisa sa di dover soffrire questa separazione. Ma una sorte bizzarra la costringe a rimanere a Napoli da sola, poiché la fuga della corte di Napoli, dopo la sconfitta a Roma, allontana da lei anche il marito che parte al seguito del principe ereditario Francesco. La forzata solitudine espone Luisa alle visite di un altro innamorato, il giovane Andrea Backer, membro di una famiglia molto quotata di banchieri svizzeri, tanto da essere la prima fornitrice di denaro di re Ferdinando. Quanto a Salvato, riappare ogni volta che gli è possibile.
Nel mese seguente (gennaio), la fazione repubblicana impone il proprio controllo su Napoli e i patrioti costituiscono un Comitato esecutivo, al fine di promuovere le riforme necessarie al nuovo stato di cose. Una gentildonna, Eleonora Fonseca Pimentel, fonda un giornale rivoluzionario, il Monitore Napoletano, sul modello dei giornali parigini. Ma prende vita una congiura controrivoluzionaria, promossa dai Backer e da altri monarchici e volta ad assassinare migliaia di vite. Il giovane Andrea perciò si precipita da Luisa, offrendole un salvacondotto. In effetti Luisa non ha manifestato particolari simpatie per la rivoluzione, tuttavia il suo legame con Salvato Palmieri la mette in forte pericolo.
La congiura viene denunciata e, quando ci si rende conto delle reali proporzioni del piano, Eleonora Pimentel rivela sul Monitore che a scoprire tutto è stata Luisa, elevata e celebrata suo malgrado al rango di madre della Patria. Invece da questo momento Luisa comprende che, se torneranno i Borbone, la sua sorte è segnata, e comincia a deperire. Si abbandona all'amore di Salvato, intuendo di non aver più ancore di salvezza. Il 13 giugno, alla vigilia dell'entrata dell'esercito sanfedista in città, i Backer sono sommariamente giustiziati, quindi avviene la capitolazione di Napoli e tutti i patrioti sono ingannati: fatti salire a bordo delle navi inglesi di Nelson, con la promessa di poter espatriare, vengono imprigionati e si succedono molte uccisioni.
Il re non risparmia nessuno, nemmeno il più valoroso dei suoi ammiragli Francesco Caracciolo, che pure lui stesso aveva costretto a dimettersi per rappresaglie di corte. Salgono al patibolo anche Domenico Cirillo ed Eleonora Pimentel. Salvato Palmieri fugge invece in modo rocambolesco per poi rimanere ucciso in un vano tentativo di salvare Luisa che, incinta, vede differire la propria sentenza fino all'anno successivo. Ma il re si ostina a volerla morta, nonostante le simpatie che la donna ha suscitato. Perciò, accompagnata e sostenuta dal marito, che le ha perdonato ogni cosa, Luisa è condotta alla decapitazione. Un boia inesperto le infligge inutili sofferenze, sicché la folla convenuta, ma ormai stanca di orrori, si ribella. Luisa muore in maniera atroce, degna di una santa, di un'eroina. La martire diviene leggenda.

## Opere derivate
Le vicende di Luisa Sanfelice hanno dato origine a numerosi adattamenti per il cinema e la televisione:
- Luisa Sanfelice (film) di Leo Menardi (1942), con musiche di Renzo Rossellini;[4]
- Luisa Sanfelice (miniserie televisiva 1966) di Leonardo Cortese (1966), con sceneggiature di Ugo Pirro;[5]
- Luisa Sanfelice (miniserie televisiva 2004) di Paolo e Vittorio Taviani (2004), musiche di Nicola Piovani;[6]

## Edizioni in italiano
- A. Dumas, Luigia Sanfelice, traduzione di Curzio Siniscalchi, stampa Lucchi, Milano 1941;
- A. Dumas, La Sanfelice, traduzione di Fabrizio Ascari, Graziella Cillario e Piero Ferrero; con un saggio di ena Marchi, Adelphi Edizioni, Milano 1999;